# Кошара (Херсонская область)
Кошара (укр. Кошара) — село в Новорайской сельской общине Бериславского района Херсонской области Украины.
Почтовый индекс — 74310. Телефонный код — 5546. Код КОАТУУ — 6520686702.

## Население
Население по переписи 2001 года составляло 143 человека.

### Языковой состав
Родной язык населения по данным переписи 2001 года:
| Язык       | Численность, чел. | Доля     |
| ---------- | ----------------- | -------- |
| Украинский | 131               | 91,61 %  |
| Русский    | 7                 | 4,89 %   |
| Молдавский | 3                 | 2,10 %   |
| Другое     | 2                 | 1,40 %   |
| Итого      | 143               | 100,00 % |

## Местный совет
74311, Херсонская обл., Бериславский р-н, с. Степное, ул. Новая, 24